# Giuseppe Merisi

Biskop Giuseppe Merisis vapen.

Giuseppe Merisi, född 25 september 1938 i Treviglio i Italien, är en italiensk katolsk präst, som prästvigdes 1971 i Bergamo. Han är författare samt biskop emeritus i Lodis katolska stift som omfattar hela provinsen Lodi.
Från 1995 till 2005 var han hjälpbiskop i Milano.